# Sergio I de Constantinopla
Sergio I (c. 565 - 9 de diciembre de 638) fue patriarca de Constantinopla desde el 610 al 638. Durante la ausencia del emperador Heraclio la ciudad de Constantinopla fue sitiada y, junto al magistrado Bonus, se encargó de su defensa. Se le atribuyó haber dirigido una letanía en su auxilio a la Panagia Odigitria (advocación oriental de la Virgen María) justo antes del último ataque de los sitiadores ávaros. Justo después una enorme tormenta destruyó a la flota enemiga y salvó la ciudad. 
Al patriarca Sergio se lo recuerda como uno de los defensores del monotelismo, especialmente a través de la Ecthesis, que recibió el impulso del emperador Heraclio, para lograr la reconciliación entre los católicos de Occidente y los monofisitas de Egipto y Siria. El monotelismo fue recibido con mucha oposición por parte de los calcedonianos, a lo que Sergio respondió con la Ecthesis, una fórmula que rechazaba la idea de que Cristo tuviera dos energías, en favor de que tenía dos naturalezas, unidas por una sola voluntad. La Ecthesis fue firmada por Heraclio en 638, el mismo año en que murió Sergio. La Ecthesis solo fue aceptada durante dos años, ya que a la muerte del papa Honorio I se produjo una reducción significativa del apoyo al monotelismo. La Ecthesis fue condenada en 640 por el papa Juan IV. Adicionalmente, Sergio y Honorio I fueron condenados como heréticos en 680-681 por el Tercer Concilio de Constantinopla.